# XC (時計)
xC（クロスシー）とは、シチズン時計の発売する腕時計のブランドである。1996年に最初のモデルが発売された。
女性向けを主力とするブランドだが、男性向けのモデル（現在は主にペアモデル・通年販売）も存在する。またペアモデルでは2016年に全日本空輸とのコラボレーション企画の数量限定モデルが発売された。現在のラインナップはすべて光発電（エコ・ドライブ）であり、その上で電波腕時計と電波時計でないモデルに分かれる。
電波腕時計としては世界最小サイズ（外径25ミリメートル、2010年2月時点）。ディスク式日付表示を内蔵し、ムーブメントの性能は上位シリーズのエクシードと遜色がない。ステンレスケース・ステンレスバンドモデルで重量50グラム未満を実現している。

## ブランドイメージキャラクター
- 2004年10月 - 2006年9月

玉木宏、ジジ・リョン
- 2006年10月 - 2012年9月

篠原涼子
- 2012年10月 -

北川景子